# 千里馬走る
「千里馬走る」（チョルリマ・タルリンダ／チョンリマはしる、朝鮮語: 천리마 달린다）は、朝鮮民主主義人民共和国（北朝鮮）の楽曲である。作詞はナム・ウンソン、作曲は金吉学。

## 概要
この曲は北朝鮮に於ける千里馬運動・第1次5か年計画が終了し、その後の千里馬運動・第1次7か年計画の開始に際し、1960年代に発表された。
「労働者が懸命に働くと共産主義経済も良くなって、祖国統一（朝鮮半島再統一）を成し遂げることができる、だから朝鮮労働党に従い、統一を成し遂げよう、」という内容の作品である。
本作の歌詞について当時の北朝鮮の労働者は、「韓国との朝鮮半島統一を期待します」と述べた。
近年の演奏では時局を反映させ、当初の歌詞にあった「共産主義」が「社会主義」、「7か年計画」が「強盛大国建設」に差し替えられている。

## 演奏
元来、本作は功勲国家合唱団と万寿台芸術団の演奏で発表された。 その後 1985年にデビューした普天堡電子楽団が曲調を軽快な電子音楽にアレンジして1993年の朝鮮労働党・創立記念日に演奏した他、2009年には銀河水管弦楽団も演奏した。国内でも在日朝鮮学生中央芸術競演大会の定番曲となっている。

## 番組での放送
朝鮮中央放送は “音楽編集物” という種類の番組で、本作の演奏法と、制作に至る経緯などの歴史を紹介していた。